# إف. ريتشارد ستيفنسون
إف. ريتشارد ستيفنسون (بالإنجليزية: F. Richard Stephenson)‏ هو مؤرخ وعالم فلك بريطاني، ولد في 26 أبريل 1941.